# Óriás hibiszkusz
Az óriás hibiszkusz (Hibiscus moscheutos) a mályvavirágúak (Malvales) rendjébe és a mályvafélék (Malvaceae) családjába tartozó faj.
A mocsári hibiszkusz elnevezés a rendszertani felfogástól függően mást és mást jelent. Korábban Carl von Linné elkülönítette egymástól a Hibiscus moscheutos és a Hibiscus palustris fajokat. Később a H. palustrist az óriás hibiszkusz alfajának kezdték tekinteni H. moscheutos subsp. palustris néven, melyet Priszter Szaniszló magyarul mocsári hibiszkusznak említ könyvében. Míg a The Plant List ismét önálló fajként tekint a mocsári hibiszkuszra (H. palustris), addig mások nem tekintik érvényes fajnak, sőt alfajnak sem, hanem csupán az óriás hibiszkusz (Hibiscus moscheatus) egyik színváltozatának, azaz ebben az esetben a H. palustris a H. moscheutos szinonimája. Aki ez utóbbi értelmezést követi, annak tehát a mocsári hibiszkusz név az óriás hibiszkusz név szinonimája.

## Jellemzői
Mintegy másfél méter magasra növő bokor. Virágai nagyok, színük fehér, rózsaszín, piros, bordó, szagtalanok. A virágok mérete 20–25 cm. Egy tő akár 300 virágot is hozhat egy évben.

## Dísznövényként
Magyarországon a hajtások télen elfagynak. Takarással kell védeni. Általában a komposztos takarást használják, de megfelel a nem túl kötött termőföld is. A hajtásokat kora tavasszal, márciusban kell kb. 5 cm-re visszavágni. A takarást a locsolással lehet eltávolítani. Célszerű tavasszal nagyobb mennyiségű tápanyag juttatása, de év közben is meghálálja a tápanyag utánpótlást.

### Igényessége

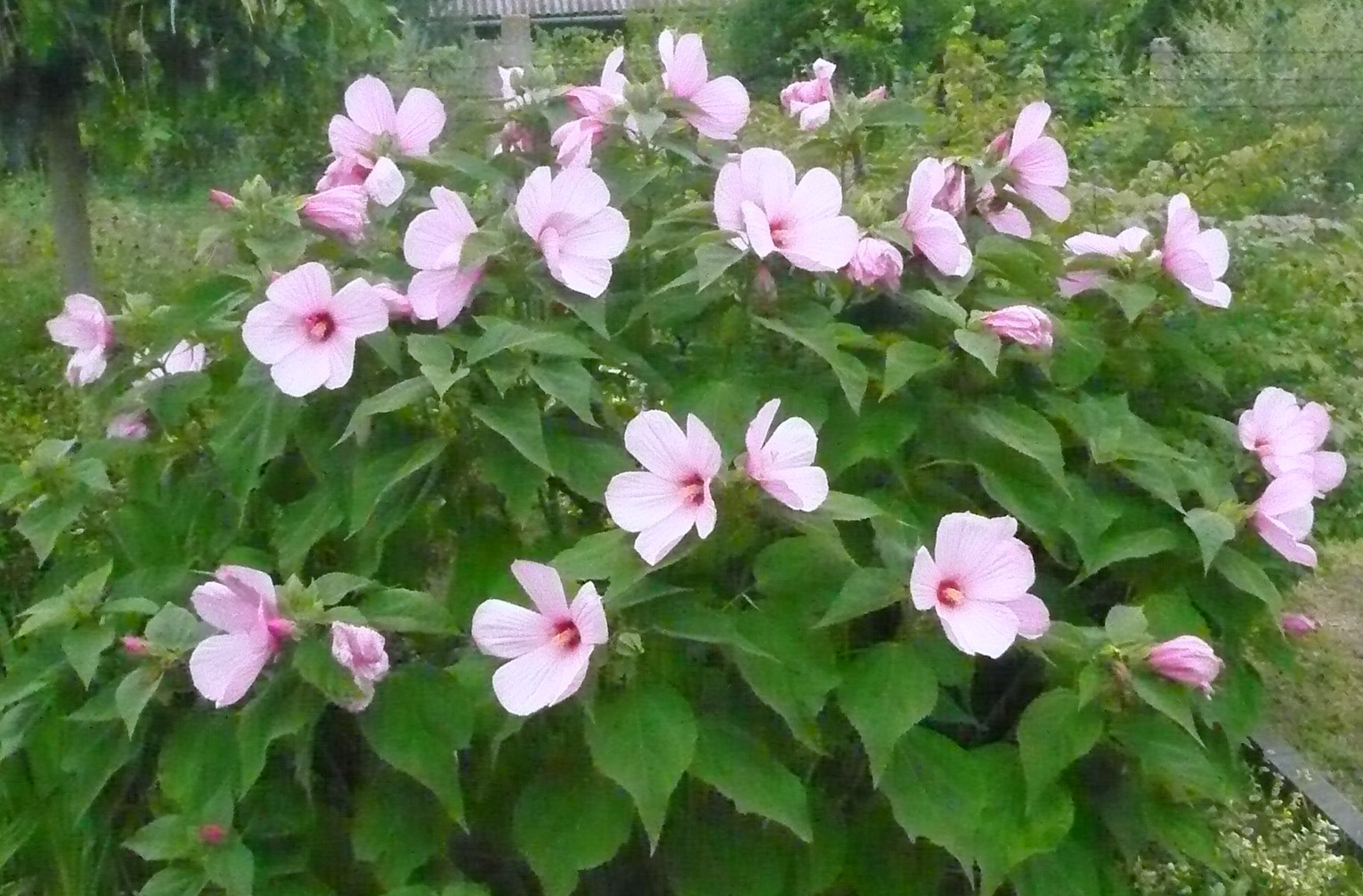
Jól láthatóak az előző napi elnyílt virágok

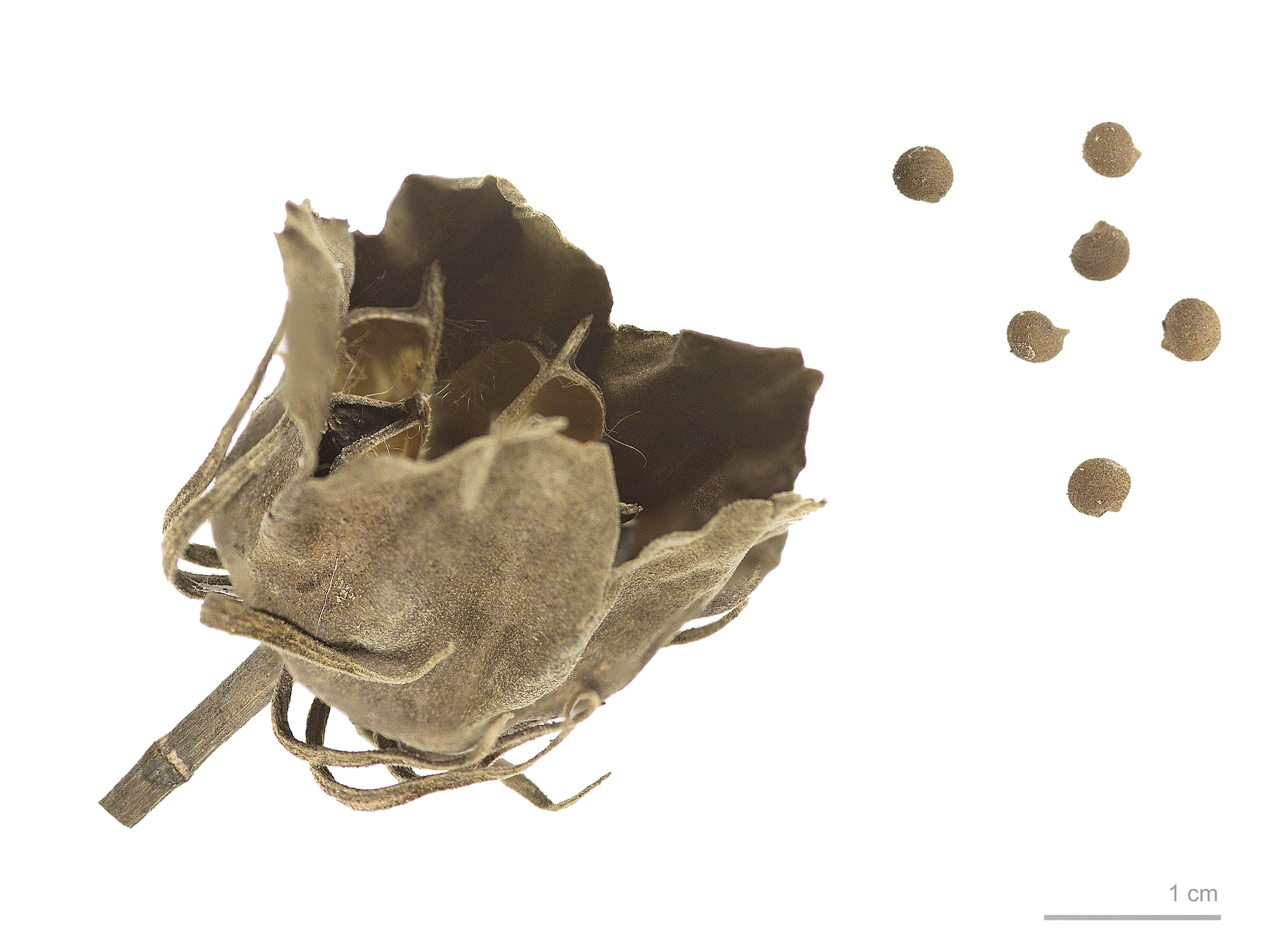
Termése és magvai (toulouse-i múzeum)

A talajra különösebben nem kényes. Napfényes, esetleg félárnyékos helyre lehet ültetni. Vízigénye: heti kétszeri öntözést igényel. Kiszáradása esetén bimbóit elhullajtja, de a pangó vizet sem szereti. Virágai általában egy napig virágoznak, de folyamatosan hozza a bimbókat, így folyamatosan virágzik júliustól. A virágok mérete 20–25 cm. Egy tő akár 300 virágot is hozhat egy évben.

### Szaporítása
Legegyszerűbben tőosztással szaporítható. Ideje kora tavasszal van. Átültetésnél, tőosztásnál ügyelni kell a gyökérzet minél kisebb megsértésére.

## Betegségei, kártevői
Nincs komolyabb kártevője.

## Gyógynövényként
Virágából nyálkaoldó tea főzhető.